# Edyta Zając
Edyta Zając primo voto Rzeźniczak (ur. 4 sierpnia 1988 w Łodzi) – polska modelka i osobowość medialna, finalistka konkursu Miss Polonia 2014.

## Kariera w modelingu
Pracę jako modelka rozpoczęła w 2001 w agencji New Age. Pozowała dla polskich magazynów, reklamowała kolekcję Dawida Wolińskiego. W wieku osiemnastu lat trafiła do międzynarodowej agencji Next Management. Występowała m.in. na tygodniach mody w Nowym Jorku, Mediolanie i Londynie, kwalifikując się na pokazy projektantów, takich jak Roberto Cavalli czy Mary Katrantzu. Pozowała także dla Moschino i wzięła udział w sesji okładkowej dla bułgarskiej edycji magazynu „Harper’s Bazaar”.
Jej przełomowym sukcesem był występ w reklamie perfum marki „Kenzo Flower”. Od tego czasu zaczęła odnosić sukcesy w światowym i polskim modelingu, chodząc po wybiegach projektantów i marek, takich jak: Łukasz Jemioł, Dawid Woliński, Bohoboco, Paprocki & Brzozowski czy Robert Kupisz. Występowała również jako modelka w makijażowo-fryzjerskich tutorialach Magdaleny Pieczonki.

## Rozgłos medialny
Jej nazwisko zaczęło pojawiać się w mediach częściej od 2014, kiedy to wystartowała w konkursie Miss Polonia, kwalifikując się do finału jako reprezentantka województwa łódzkiego. Finał konkursu jednak został odwołany. Szerszą uwagę w mediach przykuła w 2016, wychodząc za ówczesnego piłkarza Legii Warszawa, Jakuba Rzeźniczaka.
Wiosną 2017 wzięła udział w drugiej edycji programu TVN Agent – Gwiazdy. W 2020 w parze z Michałem Bartkiewiczem zwyciężyła w finale 11. edycję programu rozrywkowego Polsatu Dancing with the Stars. Taniec z gwiazdami. W 2023 prowadziła program reality show TVN7 True Love, od kwietnia 2024 współpracuje z redakcją magazynu porannego Dzień dobry TVN jako ekspertka ds. show-biznesu, a w grudniu 2024 została ogłoszona prowadzącą program Hotel Paradise.

## Życie prywatne
Jest córką Mariana i Stanisławy Zająców. Ma brata Marcina.
W 2012 związała się z piłkarzem Jakubem Rzeźniczakiem, za którego wyszła 11 czerwca 2016 w bazylice archikatedralnej św. Stanisława Kostki w Łodzi i z którym rozwiodła się w sierpniu 2020. Pod koniec sierpnia 2022 potwierdziła związek z aktorem Michałem Mikołajczakiem.